# Kuún Kocsárd (főispán)

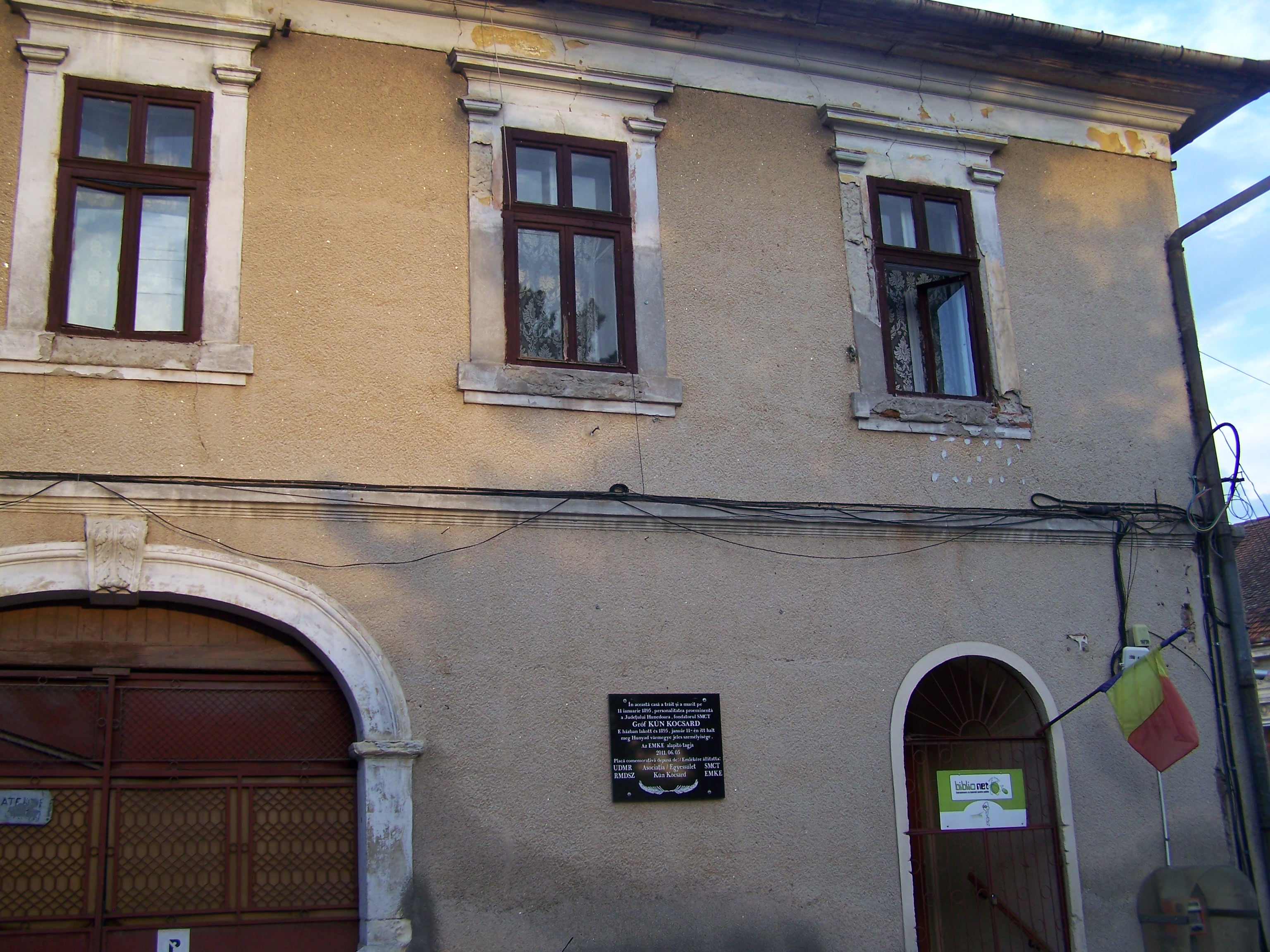
Kuún Kocsárd (főispán) emlékháza Szászvárosban

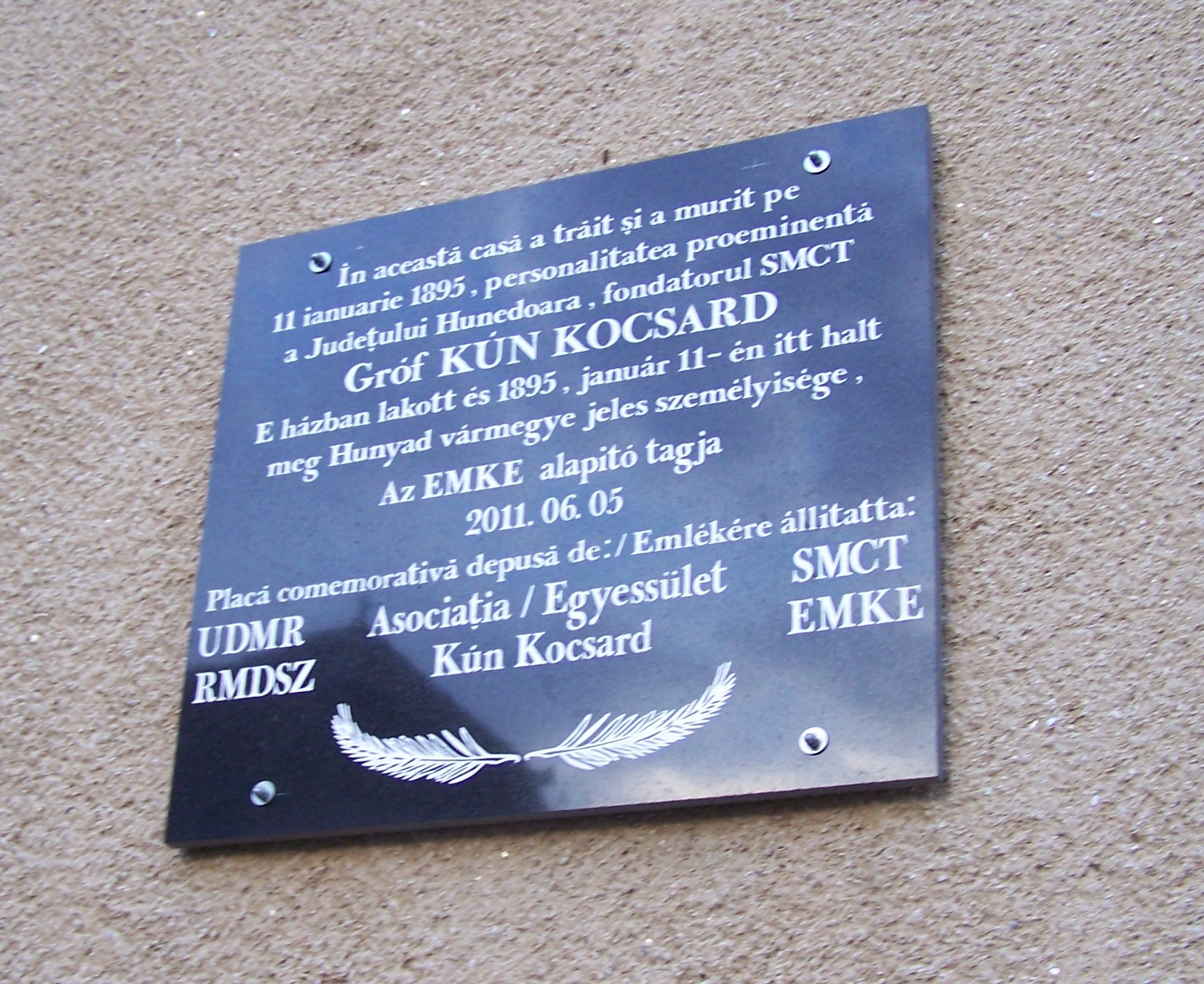
Emléktábla egykori szászvárosi háza falán

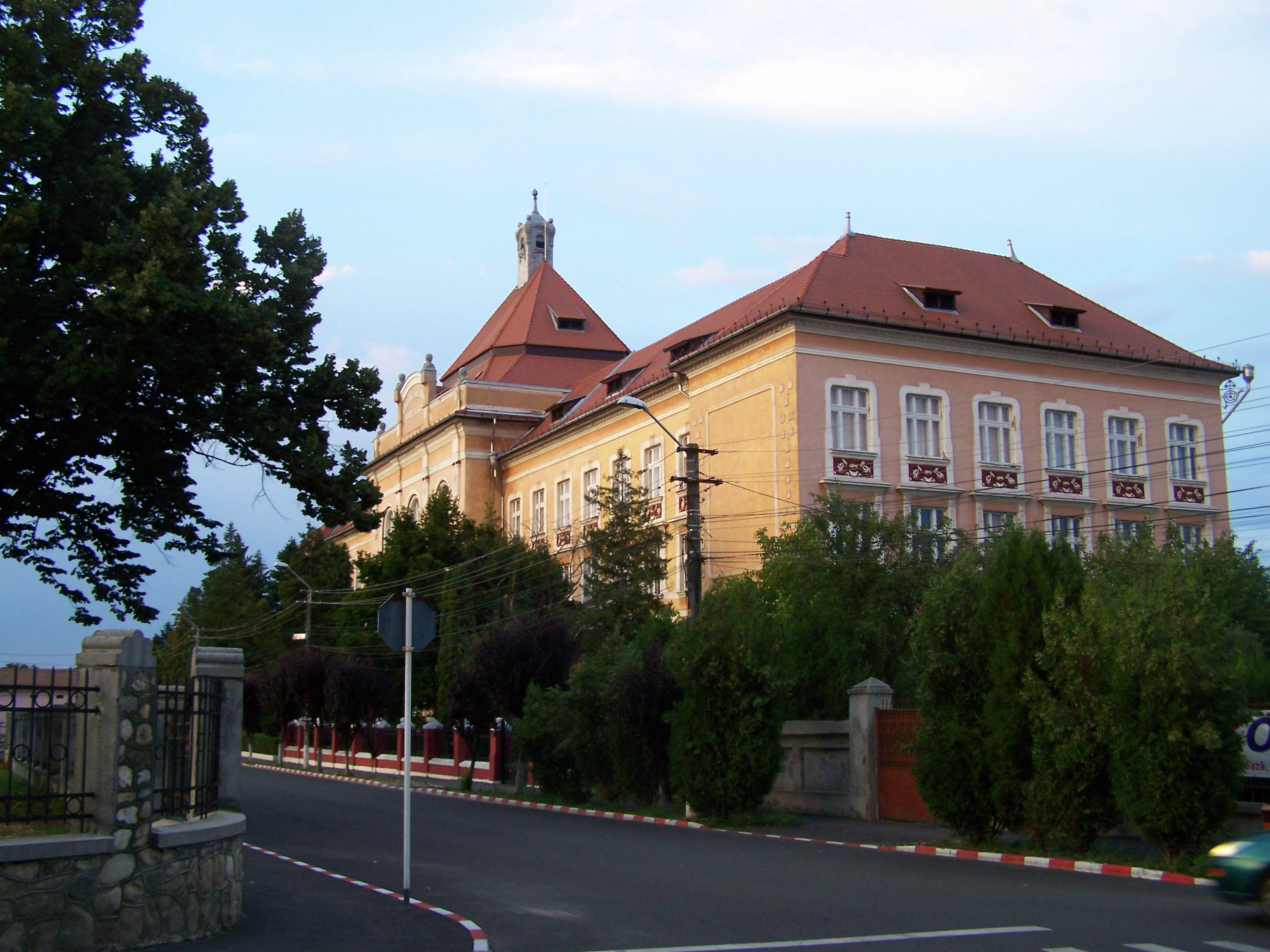
Aurel Vlaicu Gimnázium, korábban Kocsard Kun Gimnázium Szászvárosban

Gróf osdolai Kuún Kocsárd  (Algyógy, 1803. június 25. – Szászváros, 1895. január 11.) Hunyad vármegye főispánja, 1848-1849-ben kormánybiztos, az EMKE egyik alapítója és tiszteletbeli elnöke, művelődéspolitikus.

## Élete
1811-től Szászvároson és későbben Kolozsvárt és Nagyenyeden tanult. 1818-ban Bécsbe ment a mérnöki akadémiára, de e pályára nem lévén hajlama, ismét visszatért Nagyenyedre, ahol a bölcseleti és jogi tanulmányokat elvégezte, ügyvédi oklevelet is szerzett és Marosvásárhelyre az erdélyi guberiumhoz került, azután 1823-ban megyei hivatalba lépve, 1830-ban alispán lett 1833-ig, midőn ez állásáról lemondva, minthogy a szabadelvű és szilárd jellemű férfi az azon időben uralkodó szolgai szellemmel kibékülni nem tudott, algyógyi birtokára ment gazdálkodni.
1834-ben a szászvárosi református gimnázium főgondnokává választották, mely kedves tisztét egész haláláig nagy buzgósággal viselte. A magyar nemzeti kormány Hunyad vármegye főispánjává nevezte ki, mely magas hivatalát a leglelkesebb és áldozatképes hazafisággal teljesítette e nehéz időkben és ezért a gyászos idők bekövetkeztével elfogták, jószágait elkobozták és hat évig szenvedett Komáromban várfogságot. 1856-ban végül kiszabadult és jószágait is visszanyerte, s ezentúl gazdaságának élt s nagy szorgalommal rendezte az oláhok által feldúlt birtokait, kiigazíttatta csaknem egészen romba döntött algyógyi kastélyát; lankadatlan fáradozott, hogy minél jövedelmezőbbé tegye gazdaságát s fáradozásai jutalmát csak abban az öntudatban kereste, hogy szolgálatot tehessen nemzetének és vallásának.
1866-ban Hunyad vármegye hátszegi kerülete ismét képviselőjévé választotta az országgyűlésre, 1867-ben újra Hunyad vármegye főispánjává nevezték ki, de e hivataláról megromlott egészsége miatt már egy év múlva kénytelen volt lemondani, ismét visszatért gazdaságához, és a nemzeti társadalmi, nevelési ügyek egyik fő előmozdítója lett, és e téren vívott ki nevének halhatatlanságot. A szászvárosi református kollégium épületét, melynek főgondnoka volt, saját költségén megújíttatta, és kedvelt intézetét 120 000 forintnyi alapítvánnyal gazdagította, 1887-ben pedig negyedmillió értékű algyógyi birtokát az erdélyrészi magyar közművelődési egyletnek ajándékozta, melynek örökös tiszteletbeli elnökségével tisztelték meg.
A magyarság széles rétegeiben mély részvétet keltett az EMKE nagynevű jótevőjének halála. Három évvel azelőtt még teljes épségben ünnepelte az agg főúr 90. születésnapját, s a nála tisztelgő küldöttségeket mélyen megindította lelkes, hazafias beszédeivel. Akkor ajándékozta oda még megmaradt vagyonát is, úgy mint szászvárosi házát és földjeit az EMKE-nek, csak azt kötvén ki, hogy e házban tölthesse utolsó éveit, melyhez annyi kedves emlék közötte. Az EMKE költségén temették el. 1895. június 8-án kivették az ideiglenes sírból hamvait, és nagy részvéttel valamint ünnepélyességgel áthelyezték az algyógyi sziklasírba, melyet ő maga készített.